# Museo Teatrale Carlo Schmidl

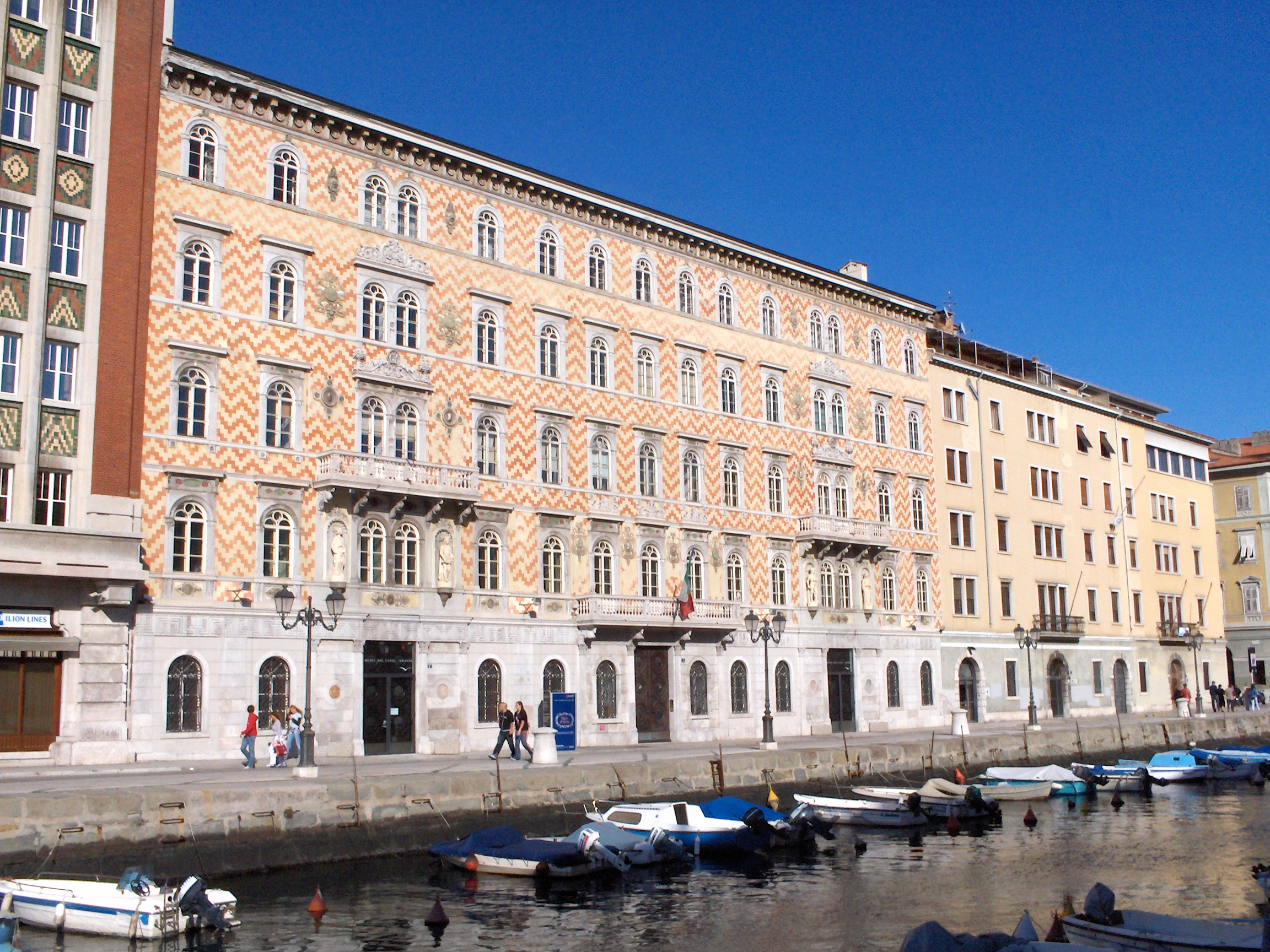
Palazzo Gopcevich

Das Civico Museo Teatrale Carlo Schmidl ist das städtische Musik- und Theatermuseum der Stadt Triest. Es wurde 1924 von dem Verleger Carlo Schmidl im Opernhaus Teatro Verdi gegründet und befindet sich heute im Palazzo Gopcevich am Canal Grande im Borgo Teresiano.
Der Palazzo Gopcevich wurde 1850 von Giovanni Berlam für den serbischen Bankier Spiridon Gopcevich in einer Variation des Rundbogenstils errichtet. Seine Verzierung zeigt die berühmte Schlacht der Serben 1389 unter König Lazar im heutigen Kosovo.
Das Museum befindet sich im 1. Stock des Palazzos. Es umfasst lokale und europäische Musikinstrumente, Kostüme, Manuskripte und andere Zeugnisse musikalischen Schaffens aus dem 18. und 19. Jahrhundert und zählt nach dem Museo Teatrale alla Scala in Mailand zu den bedeutenden Musikmuseen Italiens.